# Ildebrando Pizzetti
Ildebrando Pizzetti (født 20. september 1880 i Parma, død 13. februar 1968 i Rom) var en italiensk komponist.
Pizzetti hører sammen med Alfredo Casella og Gian Francesco Malipiero til de mest betydningsfulde komponister i Italien af nyere tid.
Pizzetti studerede på konservatoriet i Parma fra 1895.
Han underviste og var senere rektor på Firenzes konservatorium (1917-1923) og ledede Milanos musikkonservatorium fra 1923.
Han overtog ligeledes ledelsen i 1936 fra Ottorino Respighi på Accademia nazionale di Santa Cecilia i Rom (1936-1958).
Han har komponeret 2 symfonier, orkesterværker, opera, kammermusik og religiøse værker.

## Udvalgte værker
- Sinfonia del Fuoco (Ildens Symfoni) (nr. 1) (1915) - for orkester
- Symfoni (i A-dur) (nr. 2) (1940) - for orkester
- Rondo Veneziano (1929) - for orkester
- Suite fra la Pisanelle (1919) - for orkester
- Harpekoncert (1960) - for harpe og orkester
- Concerto Dell'Estate (Sommerkoncert) (1928) - for orkester
- Violinkoncert (1944) - for violin og orkester
- Cellokoncert (1933-1934) - for cello og orkester
- Canti della stagioni alta (Sange fra højsæsonen) (1930) - for klaver og orkester
- Sabina (1897) - opera
- Aeneas (1903) - opera
- Fedra (1915) - opera
- Dèbora og Jaéle (1922) - opera
- 2 Strygekvartetter (1906, 1932-1934)
- Cello sonate (1921-1922) - for cello
- Messa di Requiem (Requiem -messe) (1922-1923) - for solister, kor og orkester
- Kantate: "Filiae Jerusalem, Adjuro Vos" (Jerusalems døtre, jeg anklager jer) (1966) - for kor